# گروس‌لوبمینگ
گروس‌لوبمینگ (به لاتین: Großlobming) یک منطقهٔ مسکونی در اتریش است که در لومبینگتال واقع شده‌است. گروس‌لوبمینگ ۷٫۳۹ کیلومتر مربع مساحت و ۱٬۲۱۵ نفر جمعیت دارد و ۶۱۴ متر بالاتر از سطح دریا واقع شده‌است.